# طلال ناجي
طلال ناجي هو الأمين العام للجبهة الشعبية لتحرير فلسطين - القيادة العامة، انشق مع أحمد جبريل عن الجبهة الشعبية لتحرير فلسطين ليكونا مع مجموعة من الشباب ما أصبح يعرف بالجبهة الشعبية لتحرير فلسطين - القيادة العامة، في 3 مايو 2025 أفادت وسائل إعلام سورية بأن السلطات السورية اعتقلته مع رئيس مكتبه.
ولد الدكتور طلال ناجي في إبريل عام 1946 في مدينة الناصرة عاصمة الجليل في فلسطين، نزح مع والده وشقيقه عام 1948 إلي لبنان ومنها إلي سوريا، حيث عاش في دمشق ودرس في مدارسها إلي أن حصل علي شهادة أهلية التعليم ثم ليسانس جغرافيا من جامعة دمشق عام. 1971 حاصل علي شهادة دكتوراه في العلوم التاريخية من معهد الدراسات الشرقية لأكاديمية العلوم السوفيتي في موسكو عام 1985، التحق بجبهة التحرير الفلسطينية منذ تأسيسها في مطلع الستينيات 1962 والتي تحول اسمها إلي الجبهة الشعبية لتحرير فلسطين - القيادة العامة عام 1968 وعضوا في الهيئة التأسيسية للجبهة، وفي عام 1973 أصبح الأمين العام المساعد للجبهة الشعبية لتحرير فلسطين ـ القيادة العامة وما زال، وفي عام 1974 أصبح عضوا في اللجنة التنفيذية لمنظمة التحرير الفلسطينية ورئيسا لدائرة التربية والتعليم العالي فيها.

## المؤلفات
- النفوذ الصهيوني في العالم بين الحقيقة والوهم، صدر عن دار البيرق العربي برام الله سنة 2009.[3]